# Nie Yuan
Nie Yuan (en chino: 聂远; 17 de marzo de 1978) es un actor y cantante chino.

## Biografía
Nie nació en Zhenyuan. Cuando Nie recordó sus días de adolescente, pensó en sí mismo como un "joven marginal", desde entonces en secreto tomó clases de danza sin informar a sus padres, cuando tenía alrededor de unos 15 y 16 años, fumaba, se metía en peleas y se escapó de su casa. Sus padres preocupados lo enviaron para que sea internado en el "PLA". Nie más adelante se matriculó a la Academia de Teatro de Shanghái, después de terminar su servicio militar en el ejército. Sin embargo, Nie se comportó insolentemente en la academia y fue casi expulsado por mala conducta, aunque uno de sus maestro pidió que no lo retiraran. Después de este incidente, Nie maduró más y cambió sus actitudes rebeldes.

## Carrera
Nie comenzó sus actuaciones como actor cuando aún estaba en la Academia de Teatro de Shanghái. Era considerado un actor "muy productivo", como lo describió en sus propias palabras.
En el 2000, después de graduarse de la academia, Nie y su primera novia, la actriz Huang Yi, participaron en una serie de televisión titulado "Wrong Carriage, Right Groom". Nie no recibió muchos elogios por su actuación, mientras que por el contrario, Huang Yi si tuvo mucho éxito. En 2001, Nie trabajó en la serie titulada "Tianxia Liangcang" dirigida por el director Wu Ziniu, se destacó por su rendimiento excepcional. Después de eso, Nie actuó en otras series televisivas dedicadas al amor, como en leyenda de la "Dinastía Tang", titulada "Eternity" o la "Eternidad": Una historia china de fantasmas, basada sobre los famosos documentales de la antigua China como Hanxue Baoma y Zhen Guan Chang Ge, así logró experimentar un aumento de popularidad por su interpretación de las vestimentas de nobles y guerreros.

## Filmografías

### Película
| Año  | Título                               | Personaje       | Notas           |
| ---- | ------------------------------------ | --------------- | --------------- |
| 2000 | Tengwangge Chuanqi 滕王阁传奇        | Wang Bo         | Television film |
| 2000 | Daofeng 刀锋                         | Fang Xiao       | Television film |
| 2002 | Xiongzhai Youling 凶宅幽灵           | Jiang Hongbin   |                 |
| 2004 | Jianxun Yiyue Zhui 简讯一月追        | Tan Qiang       | Guest star      |
| 2005 | Fangxiang Zhi Lü 芳香之旅            | Liu Fendou      |                 |
| 2005 | Abao De Gushi 阿宝的故事             | Luo Wei         |                 |
| 2006 | Wo Hu 卧虎                           | Policeman       |                 |
| 2006 | Dongfang Haidao Chuanqi 东方海盗传奇 | Young Tang Lang | Guest star      |
| 2007 | Da'ai Wuyin 大爱无垠                 | Zhu Yibing      |                 |
| 2007 | Wonder Women 女人本色                | Cheng Bicong    |                 |
| 2008 | Fit Lover 爱情左灯右行               |                 |                 |
| 2011 | The Lost Bladesman 关云长            | Han Fu          |                 |
| 2011 | The Founding of a Party 建党伟业     | Chen Qimei      |                 |
| 2012 | The Flowers of War 金陵十三叉        | Chinese soldier |                 |
| 2012 | The Last Supper 王的盛宴             | Xiang Zhuang    |                 |
| 2013 | Target Locked 目标战                 |                 |                 |
| 2013 | Avalokitesvara 不肯去观音            | Li Yi           |                 |
| 2013 | Control                              |                 |                 |
| 2013 | Return the Money                     |                 |                 |
| 2014 | Brotherhood of Blades                |                 |                 |

### Televisión
| Año             | Título                                        | Personaje          | Notas                                                             |
| --------------- | --------------------------------------------- | ------------------ | ----------------------------------------------------------------- |
| 1998            | Bainian Fuchen 百年浮沉                       | Pei Yexiang        |                                                                   |
| 1999            | Saoniang 嫂娘                                 | Yunlin             |                                                                   |
| 1999            | Smart Kid 机灵小不懂                          | Zhengde Emperor    |                                                                   |
| 1999            | Qingshu 情书                                  | Lü Bin             | Guest star                                                        |
| 2000            | Wrong Carriage, Right Groom 上错花轿嫁对郎    | Qi Tianlei         |                                                                   |
| 2000            | Xiari Lianyu Lu 夏日恋语录                    | Dali               | Guest star                                                        |
| 2000            | Duoming Wanglu 夺命网路                       | Xu Bo              | Guest star; alternative title Ai Buxuyao Chengnuo (愛,不需要承諾) |
| 2001            | Tianxia Liangcang 天下粮仓                    | Qianlong Emperor   |                                                                   |
| 2001            | Ruying Suixing 如影随形                       | Zuo Xiaobing       | Guest star                                                        |
| 2001            | Love Legend of the Tang Dynasty 大唐情史      | Bianji             |                                                                   |
| 2001            | Feichang Qingwang 非常情网                    | Tian Jiang         |                                                                   |
| 2001            | Lü Bu Yu Diaochan 吕布与貂蝉                  | Cao Cao            | Alternative title Diewu Tianya (蝶舞天涯)                         |
| 2002            | Four Marshals 四大名捕斗将军                  | Wuqing             |                                                                   |
| 2002            | Xiao Baxian 笑八仙                            | Da'erguai          |                                                                   |
| 2002            | Jungang Zhi Ye 军港之夜                       | Xiao Ming          |                                                                   |
| 2003            | Eternity: A Chinese Ghost Story 倩女幽魂      | Qiye               |                                                                   |
| 2003            | Suitang Yingxiong Zhuan 隋唐英雄传            | Luo Cheng          |                                                                   |
| 2003            | High Flying Songs of Tang Dynasty 大唐歌飞    | An Qingxu          |                                                                   |
| 2003            | Longfeng Qiyuan 龙凤奇缘                      | Fu Jun             |                                                                   |
| 2003            | Renming Guantian 人命关天                     | Chen Tianhua       |                                                                   |
| 2003            | Qingtian Yamen 青天衙门                       | Lin Youqing        | Guest star                                                        |
| 2004            | Hanxue Baoma 汗血宝马                         | Zhao Xizhu         |                                                                   |
| 2004            | Jingcheng Sishao 京城四少                     | Tiedan             |                                                                   |
| 2004            | Dahan Jinguo 大汉巾帼                         | Fu Shen            |                                                                   |
| 2004            | Lingyun Zhuangzhi Bao Qingtian 凌云壮志包青天 | Wang Chao          | Guest star                                                        |
| 2004            | Sheizhu Zhongyuan 谁主中原                    | Chongzhen Emperor  |                                                                   |
| 2004            | The 100th Bride 第100个新娘                   | Xiaogang           |                                                                   |
| 2004            | Zhen Guan Chang Ge 贞观长歌                   | Li Ke              |                                                                   |
| 2005            | Zhuri Yingxiong 逐日英雄                      | Ouyang Hanqiang    |                                                                   |
| 2005            | Yinshang Chuanqi 殷商传奇                     | Zu Mawang          | Guest star                                                        |
| 2005            | Xiang Feng Yiyang Liqu 像风一样离去           | Fan Yifeng         |                                                                   |
| 2006            | Fox Volant of the Snowy Mountain 雪山飞狐     | Hu Fei             |                                                                   |
| 2006            | Hong Fan 红幡                                 | Zhang Ziqing       |                                                                   |
| 2006            | Xiangfeng Hebi Ceng Xiangshi 相逢何必曾相识   | Zhou Xinyan        | Guest star                                                        |
| 2006            | Ming Dynasty 天下                             | Mu Yunzhou         | Guest star                                                        |
| 2006            | Renjian Fuchen 人间浮沉                       | Wu Shu             |                                                                   |
| 2006            | A Jihua A计划                                 | Young Tang Lang    | Guest star                                                        |
| 2006            | Nanren De Tiantang 男人的天堂                 | Zhong Shan         |                                                                   |
| 2007            | Dai Zhe Mianju Tiaowu 戴着面具跳舞            | Suona              |                                                                   |
| 2007            | Fubei De Qizhi 父辈的旗帜                     | Zhong Hao          |                                                                   |
| 2007            | Tianxia Xiongdi 天下兄弟                      | Liu Dong           |                                                                   |
| 2009            | Qiangsheng Beihou 枪声背后                    | Ye Zhenglong       |                                                                   |
| 2010            | Three Kingdoms 三国                           | Zhao Yun           |                                                                   |
| 2011            | Journey to the West 西游记                    | Tang Sanzang       |                                                                   |
| 2018            | Story of Yanxi Palace 延禧攻略                | Emperador Qianlong | principal                                                         |
| 2020 - presente | The Heritage                                  | -                  |                                                                   |

### Programas de variedades
| Año  | Título              | Notas                               |
| ---- | ------------------- | ----------------------------------- |
| 2021 | Ace vs Ace Season 6 | invitado                            |
| 2019 | Day Day Up          | invitado - episodio del 16 de junio |
| 2019 | Keep Running        | invitado - ep. #7.04                |

### Eventos
| Año  | Título                                     | Notas |
| ---- | ------------------------------------------ | ----- |
| 2019 | Esquire China’s 16th Man At His Best Award |       |

## Discografía
| Título                             | Notas                                                 |
| ---------------------------------- | ----------------------------------------------------- |
| Aini Ai Daodi 愛你愛到底           | Theme song of Hongfan; performed together with Hu Ke  |
| Chuanshuo 傳說                     | Ending theme song of Fox Volant of the Snowy Mountain |
| Nishi Sheide Xinniang 你是誰的新娘 | Opening theme song of Xiangfeng Yiyang Liqu           |

### Otras canciones
| Año  | Título | Álbum                                                  | Notas                                                                                            |
| ---- | ------ | ------------------------------------------------------ | ------------------------------------------------------------------------------------------------ |
| 2020 | 战疫   | Lanzado por China Federation of Literary & Art Circles | (Canción y mensajes para apoyar a quienes luchan contra el coronavirus) - junto a otros artistas |

## Premios
| Año  | Premio | Obra representativa              |
| ---- | --- | -------------------------------- |
| 2005 | Popular TV Best Ten Actors Award 大眾電視十佳演員獎                                                                    | Hanxue Baoma                     |
| 2005 | Beijing Youth Weekly Magazine Awards Ceremony (Excellent Idol Male Star) 北京青年周刊頒獎典禮 (優質偶像男明星)         |                                  |
| 2005 | TOM Net "Entertainment" Heroes' Gathering Most Popular Four Actors TOM網路"娛樂"英雄會最受歡迎四大小生                 |                                  |
| 2006 | Tengxun Entertainment China 2006 Stars Ceremony (Mainland Four Great Actors) 騰訊娛樂中國"2006星光大典「內地四大小生」 |                                  |
| 2007 | Meidu Fengshang Night IN Heroic Gentleman Award 美度風尚之夜IN豪情紳士獎                                               |                                  |
| 2007 | 2007 The Public's Most Satisfactory Chinese Acting Star Award 2007公眾最滿意中國演藝明星獎                             |                                  |
| 2009 | Fujian TV 2008 Annual "I Love My Drama" Most Popular Actor Award 福建電視台2008年度「我愛我劇」最受觀眾喜愛男演員獎    | Fox Volant of the Snowy Mountain |
| 2009 | Fashion Weekly Fashionable Male Star Award 《風尚志》風尚魅力男明星獎                                                  |                                  |
| 2009 | 12th Film Acting Association Golden Phoenix Association Award 十二屆電影表演藝術學會金鳳凰學會獎                       |                                  |
| 2009 | Tengxun Entertainment Annual Ten Most Stylish Entertainers 騰訊娛樂年度十大娛樂風格人物                                |                                  |
| 2010 | Trends Home Best Spacial Design Award                                                                                  |                                  |